# Jean d'Aspremont
Jean Marie Gobert graaf d'Aspremont Lynden (Brussel, 17 januari 1978) is een jurist en onder andere hoogleraar international legal theory aan de Universiteit van Amsterdam.

## Biografie
D'Aspremont Lynden, bekend en publicerend onder de naam Jean d'Aspremont, is een telg uit het Belgische adellijke geslacht D'Aspremont Lynden en een zoon van Armand graaf d'Aspremont Lynden, M.Sc., MBA en ere-secretaris-generaal van de Fondation Louvain van de Université catholique de Louvain (UCL) en Mary del Marmol (1952-2007). Hij trouwde in 2003 en heeft twee dochters.
D'Aspremont behaalde een licentiaat in de rechten aan de UCL, een LL.M. aan Cambridge University en zijn Ph.D. aan de Université catholique de Louvain. Hij is hoogleraar aan de universiteit van Manchester. Sinds 30 september 2013 is hij hoogleraar international legal theory aan de Universiteit van Amsterdam. Hij is tevens lid van de Koninklijke Hollandsche Maatschappij der Wetenschappen.
Prof. mr. dr. J.M.G. graaf d'Aspremont Lynden LL.M. is algemeen redacteur bij de Cambridge University Press, publiceerde tientallen artikelen en mederedigeerde verscheidene bundels en handboeken op zijn vakgebied.